# Кесой
Кесой (рум. Căsoi) — село у повіті Сучава в Румунії. Входить до складу комуни Пояна-Стампей.
Село розташоване на відстані 327 км на північ від Бухареста, 95 км на південний захід від Сучави, 127 км на північний схід від Клуж-Напоки.

## Населення
За даними перепису населення 2002 року у селі проживала 201 особа, з них 200 осіб (99,5%) румунів. Усі жителі села рідною мовою назвали румунську.